# 1-во средно училище „Пенчо Славейков“
Софийското 1-во средно училище „Пенчо Славейков“ е създадено през 1879 година като Софийска класическа гимназия и е втората пълна гимназия в България след Пловдивската мъжка гимназия. През 1904 година гимназиятa в София е преименувана на Първа софийска мъжка гимназия „Св. Ив. Рилски“, а от 1931 година се намира на ул. „Стара планина“ 11.

## История

### Създаване
Софийската класическа гимназия се открива на 7 януари 1879 г., като неин патрон е свети Иван Рилски. Подготовката за създаването ѝ започва веднага след Освобождението и е възложено на софийския окръжен училищен инспектор Йосиф Ковачев. Проф. Марин Дринов, тогавашният ръководител на Дирекцията на просвещението и духовните дела, полага неимоверни усилия, за да възстанови съществуващите от по-рано училища и да създаде нови, да открие класически и реални гимназии; за тази цел издава „Временни правила за откритите през 1878/1879 година гимназии в княжество България“.
Според тези правила през учебната 1878/1879 г. се откриват само първите два класа на Софийската класическа гимназия. Отделени са за целта четири класни стаи в зданието на главното училище, а през ноември 1878 г. за директор на гимназията е назначен инспектор Георги Стаменов, което дава възможност за започване на редовни учебни занятия.
В летописната книга на Първа софийска мъжка гимназия пише следното:
„Софийската класическа гимназия е отворена на 7 януари 1879 година при управлението на Императорски Всерусийския комисар княз Дондуков и при управляващия отдела на народното просвещение и духовните дела професор Марин Дринов.“
Записани са 111 ученици от цялата етническа територия на България, сред които 24 от Македония и 6 от Пиротско. Гимназията има четирима учители, от които един е от Македония. В първи клас са 76 ученици (две паралелки), във втори клас – 35 ученици. Редовните занятия протичали от 9 часа сутринта до 14 часа следобяд. Учебните занятия се водили на втория етаж на Главното народно училище в двора на църквата „Св. Неделя“ на площад „Св. Неделя“. В учебния план се включвали изучаването на българска граматика, математика, история, география, православие („закон божи“), латински език, западен (немски или френски език) език и чертане, като първите учители в Софийска класическа гимназия притежавали добра подготовка и образование. В сравнение на броят на постъпилите в началото на учебната година (111), в по-горен клас преминали едва 43. За този лош резултат директорът посочва:
„1. Въвеждането на латински език като нов предмет неизучаван дотогава в България. 2. Задължението учениците да си учат уроците у дома, нещо което не се е практикувало по-рано. 3. Нередовното посещение на гимназията от страна на учениците, защото постъпването, напускането и редовното посещение не са стеснявани от никакви формалности.“
До 1886 година единствената мъжка гимназия в София е класическата. Въпросът „реалното и класическо образование“ бил актуален за тогава и се състоял в избора на учебни предмети и тяхното разпределение. Съществували 2 противоположни мнения:
1. Първото, че гимназиалното образование трябва да бъде реално като се даде предимство на предметите – живи езици, математика, рисуване – предмети, които имат реална връзка с обществения живот и природата.
2. Второто мнение е, че образованието трябва да бъде класическо с широко застъпено обучението на класически езици.
За удовлетворяване на исканията на софийските жители, в началото на учебната 1886/1887 г. се открива и реален отдел, но само 4-ти, с което от 1 януари 1887 г. гимназията добива името Софийска класическа и реална гимназия.
В края на учебната 1883/1884 г. се провежда първият зрелостен изпит в Софийската класическа гимназия. В седми клас тогава има 11 души. На този първи изпит са допуснати 8 ученика, от които 7 получават свидетелство за зрелост.

### Разширяване и отделяне на нови училища
В нова постройка на гимназията, където се намират понастоящем Журналистическият факултет и Ботаническата градина, започва учебната 1882/3 г. След реалните паралелки, от 1909 г. се разкриват и полукласически.
Между 10 декември 1882 и 25 декември 1883 в сградата на Мъжката гимназия (ъгъла на ул. „Московска“ и „Дунав“) заседава Третото обикновено народно събрание на Княжество България.
Първоначално причислени към гимназията, три трикласни училища се обособяват като Първа, Втора и Трета софийски мъжки прогимназии, по-късно броят на учениците расте и се отделят Четвърта и Пета софийски мъжки прогимназии. През 1912 г. се отделят откритите в нея технически паралелки като Софийско средно техническо училище. Учители от гимназията се пренасочват и към софийските художествени и музикални училища.
Сградата на Първа софийска мъжка гимназия „Св. Ив. Рилски“, понастоящем Първо СУ „Пенчо Славейков“, е построена през 1931 г.  Дотогава са наемани сгради от частни лица. Такава е все още съществуваща сграда на ул. „Будапеща“ 8 (ул. „Тетевенска“) и бул. „Дондуков“, някога собственост на Иван Бобевски.

### Имена на гимназията
| Име                                                          | от   | до   |
| ------------------------------------------------------------ | ---- | ---- |
| Софийска класическа гимназия                                 | 1879 | 1886 |
| Софийска класическа и реална гимназия                        | 1887 | 1903 |
| I софийска мъжка гимназия „Св. Ив.Рилски“                    | 1904 | 1950 |
| Пълно средно мъжко училище № 10 „Димитър Благоев“            | 1950 | 1954 |
| Десето средно смесено училище „Димитър Благоев“              | 1954 | 1966 |
| Първа политехническа гимназия „Димитър Благоев“              | 1967 | 1975 |
| Първо единно средно политехническо училище „Димитър Благоев“ | 1976 | 1992 |
| Първо средно общообразователно училище „Пенчо Славейков“     | 1992 | 2016 |
| 1-во средно училище „Пенчо Славейков“                        | 2016 | -    |

## Директори
- Георги Стаматов                    07.01.1879 – 31.01.1881
- Спас Вацов                               01.02.1881 – 01.05.1881
- архимандрит Кирил Лъвов 01.05.1881 – 01.05.1883
- Петър Ангелов                       01.05.1883 – 31.12.1883
- Димитър Агура                      01.01.1884 – 31.03.1885
- Никола Михайловски                                 01.04.1885 – 20.09.1886
- Станимир Станимиров         I път: 20.09.1886 – 31.08.1893        II път: 01.10.1899 – 31.10.1902     III път: 13.09.1903 – 13.03.1910            IV път: 01.09.1919 – 07.09.1921
- Кунчо Кутинчев                      I път: 01.09.1893 – 30.09.1899                       II път: 01.11.1902 – 12.09.1903
- Георги Попвасилев     13.03.1910 – 20.11.1911
- Георги Раев                               21.11.1911 – 01.09.1919
- Христо Кръстев                      08.09.1921 – 1929
- 1933 – 1944: Стефан Димитров
- -1945: Никола Табаков
- -1948:  Стефан Знеполски[7]
- -1950: Иван Пенчев

## Известни личности преподавали в гимназията и нейни възпитаници
Известни личности, които са били учители в гимназията, са:
• Александър Теодоров-Балан (литературен историк)
• Ангел Каралийчев (писател)
• Атанас Узунов (революционер)
• Георги Цанев (литературовед)
• Димитър Осинин (писател)
• Добри Христов (композитор)
• Емануил Попдимитров (писател)
• Живко Гълъбов (геоморфолог)
• Иван Шишманов (филолог и политик)
• Илия Бешков (художник)
• Калчо Иванов (микробиолог)
• Кръстьо Кръстев (литературен критик)
• Константин Иречек (историк)
• Константин Щъркелов (художник)
• Мара Цончева (художник)
• Марин Големинов (композитор)
• Михаил Арнаудов (литературовед)
• Михалаки Георгиев (писател)
• Пенчо Славейков (поет)
• Стоян Михайловски (писател и общественик)
• Теодор Траянов (поет и шахматист)

Сред известните възпитаници на гимназия са:
- Ивайло Драгиев (актьор и ютюбър)
- Александър Балабанов (литературовед)
- Борис III (български цар)
- Кирил Преславски (бъларски княз)
- Кирил Христов (поет)
- Стефан Костов (писател)
- Хайгашод Агасян (композитор, инструменталист и поет)
- Любен Беров (политик)
- Мартина Вачкова (актриса)
- Йордан Венедиков (военен и революционер)
- Огнян Герджиков (политик)
- Атанас Далчев (писател)
- Любомир Далчев (художник и скулптор)
- Димчо Дебелянов (поет и писател)
- Димитър Димов (писател)
- Стоян Загорчинов (писател)
- Йордан Йовков (писател)
- Кръстьо Кръстев (литературен критик и публицист)
- Кръстьо Сарафов (актьор)
- Дончо Костов (агроном и генетик)
- Георги Маджаров (политик и дипломат)
- Георги Марков (писател)
- Владимир Моллов (юрист и политик)
- Елин Пелин (писател)
- Никола Петков (политик)
- Петко Петков (политик)
- Стефан Софиянски (политик)
- Йордан Соколов (политик)
- Иван Трифонов (химик)
- Дечко Узунов (художник)
- Богдан Филов (политик)
- Маргарита Хранова (певица)
- Йосиф Цанков (композитор)
- Войдан Чернодрински (писател)
- Йордан Чкатров (революционер и общественик)